# Trichognathella
Trichognathella is een geslacht van spinnen uit de familie vogelspinnen (Theraphosidae).

## Soorten
De volgende soorten zijn bij het geslacht ingedeeld:
- Trichognathella schoenlandi (Pocock, 1900)